# لیتل برکستد
لیتل برکستد (به انگلیسی: Little Braxted) یک روستا و محله مدنی در بریتانیا است که در مالدون واقع شده‌است. لیتل برکستد ۱۷۰ نفر جمعیت دارد.